# Rio Blăneasa
O Rio Blăneasa é um rio da Romênia afluente do Rio Bârlad, localizado no distrito de Galaţi.